# Satyrus penastigma
Satyrus penastigma är en fjärilsart som beskrevs av Hermann Stauder 1921. Satyrus penastigma ingår i släktet Satyrus och familjen praktfjärilar. Inga underarter finns listade.